# Prelazia Territorial de Mixes
A Prelazia Territorial de Mixes (em latim: Praelatura Territorialis Mixepolitanus) é uma prelazia da Igreja Católica localizada no município  de San Juan Juquila Mixes, no estado de Oaxaca, pertencente a Arquidiocese de Antequera no México. Foi fundada em 21 de dezembro de 1964 pelo Papa Paulo VI. Com uma população católica de 145.800 habitantes, sendo 88,0% da população total, possui 21 paróquias com dados de 2021.

## História
Em 21 de dezembro de 1964 o Papa Paulo VI cria a Prelazia Territorial de Mixes através do território da Diocese de Tehuantepec.

## Lista de prelados
A seguir uma lista de prelados desde a criação da [[prelazia] em 1964. 
|                                   | Nome                                          | Período           | Notas                          |
| Prelados de Mixes                 | Prelados de Mixes                             | Prelados de Mixes | Prelados de Mixes              |
| --------------------------------- | --------------------------------------------- | ----------------- | ------------------------------ |
| 4º                                | Salvador Cleofás Murguía, S.D.B.              | 2018 - atual      |                                |
| 3º                                | Héctor Guerrero Córdova, S.D.B.               | 2007 - 2018       |                                |
| 2º                                | Luis Felipe Gallardo Martín del Campo, S.D.B. | 2000 - 2006       | Nomeado bispo de Veracruz      |
| 1º                                | Bráulio Sánchez Fuentes, S.D.B.               | 1970 - 2000       |                                |
| Administrador apostólico de Mixes |                                               |                   |                                |
| 1º                                | Bráulio Sánchez Fuentes, S.D.B.               | 1966 - 1970       | Nomeado prelado dessa prelazia |